# Oberleitungsbus Qostanai
Der Oberleitungsbus Qostanai (russisch Костанайский троллейбус Kostanaiski trolleibus) war das Oberleitungsbus-System der kasachischen Stadt Qostanai.

## Geschichte
Der Betrieb wurde am 28. Dezember 1989 eröffnet. Damals wurden eine Linie sowie ein Verwaltungsgebäude und ein Depot in Betrieb genommen. Der Fuhrpark umfasste zunächst zwölf Oberleitungsbusse. 280 Mitarbeiter wurden beschäftigt.
1991 wurden weitere 50 Oberleitungsbusse beschafft und das Netz auf vier Linien ausgedehnt. Nach dem Zusammenbruch der Sowjetunion und der Unabhängigkeit Kasachstans geriet der Betrieb mehrmals in finanzielle Schwierigkeiten. Am 23. März 1999 wurde das Unternehmen privatisiert und seitdem von Kostanaielektrotrans (rus. Костанайэлектротранс) betrieben. Gleichzeitig wurden die Subventionen der Stadt gestrichen, wodurch die Stromkosten gesenkt werden mussten und die Oberleitungsbusse seitdem nicht mehr beheizt wurden. 2004 wurde der Betrieb auf drei der vier Linien wegen eines Kabelschadens in einem Unterwerk eingestellt.
In einem Gerichtsverfahren 2004 ordnete das Gericht die Spaltung des verschuldeten Unternehmens an. Betrieben wurde der Oberleitungsbus fortan durch die Unternehmen Kostanaisserwisselektro (rus. Костанайсервисэлектро) und Kostanaiski trolleibusny park (rus. Костанайский троллейбусный парк). 2005 wurde der Betrieb eingestellt, der Fuhrpark und die Oberleitung blieben funktionsfähig. 2012 wurde damit begonnen, auch die Infrastruktur abzubauen.

## Fahrzeuge
Im Fuhrpark befanden sich ausschließlich Wagen des Typs ZiU-682.